# David Embé
David Embé (Yaoundé, 13 novembre 1973) è un ex calciatore camerunese, di ruolo attaccante.

## Carriera
Ha giocato in molte squadre straniere (peruviane, russe e americane) ritirandosi nel 2001.
Ha segnato un gol nella gara d'esordio del Campionato mondiale di calcio 1994 contro la Svezia.

## Palmarès

### Club

#### Competizioni nazionali
- Campionato camerunese: 2

Racing Club Bafoussam: 1992, 1993